# Fußball-Ligasystem in Schweden
Das schwedische Fußball-Ligasystem umfasst seit der Neuordnung 2006 Ligen auf 10 Ebenen. Die ersten fünf Ebenen werden vom Schwedischen Fußballverband, die darunter angesiedelten Ligen von den jeweiligen Regionalverbänden verantwortet. Die oberste Liga heißt Allsvenskan; darunter folgt die Superettan. Beide Ligen werden jeweils in einer einzigen Gruppe ausgespielt.
Die Ligen werden generell im Kalenderjahr ausgespielt.
| Ebene | Liga/Gruppe                                                                                         | Liga/Gruppe                                                                                         | Liga/Gruppe                                                                                         | Liga/Gruppe                                                                                         | Liga/Gruppe                                                                                         | Liga/Gruppe                                                                                         | Liga/Gruppe                                                                                         | Liga/Gruppe                                                                                         | Liga/Gruppe                                                                                         | Liga/Gruppe                                                                                         | Liga/Gruppe                                                                                         | Liga/Gruppe                                                                                         |
| ----- | --------------------------------------------------------------------------------------------------- | --------------------------------------------------------------------------------------------------- | --------------------------------------------------------------------------------------------------- | --------------------------------------------------------------------------------------------------- | --------------------------------------------------------------------------------------------------- | --------------------------------------------------------------------------------------------------- | --------------------------------------------------------------------------------------------------- | --------------------------------------------------------------------------------------------------- | --------------------------------------------------------------------------------------------------- | --------------------------------------------------------------------------------------------------- | --------------------------------------------------------------------------------------------------- | --------------------------------------------------------------------------------------------------- |
| 1     | Allsvenskan 16 Mannschaften 14.:Relegation, 15./16.: Absteiger                                      | Allsvenskan 16 Mannschaften 14.:Relegation, 15./16.: Absteiger                                      | Allsvenskan 16 Mannschaften 14.:Relegation, 15./16.: Absteiger                                      | Allsvenskan 16 Mannschaften 14.:Relegation, 15./16.: Absteiger                                      | Allsvenskan 16 Mannschaften 14.:Relegation, 15./16.: Absteiger                                      | Allsvenskan 16 Mannschaften 14.:Relegation, 15./16.: Absteiger                                      | Allsvenskan 16 Mannschaften 14.:Relegation, 15./16.: Absteiger                                      | Allsvenskan 16 Mannschaften 14.:Relegation, 15./16.: Absteiger                                      | Allsvenskan 16 Mannschaften 14.:Relegation, 15./16.: Absteiger                                      | Allsvenskan 16 Mannschaften 14.:Relegation, 15./16.: Absteiger                                      | Allsvenskan 16 Mannschaften 14.:Relegation, 15./16.: Absteiger                                      | Allsvenskan 16 Mannschaften 14.:Relegation, 15./16.: Absteiger                                      |
| 2     | Superettan 16 Mannschaften 2 Aufsteiger, Dritter:Relegation, 13./14.:Relegation, 15./16.: Absteiger | Superettan 16 Mannschaften 2 Aufsteiger, Dritter:Relegation, 13./14.:Relegation, 15./16.: Absteiger | Superettan 16 Mannschaften 2 Aufsteiger, Dritter:Relegation, 13./14.:Relegation, 15./16.: Absteiger | Superettan 16 Mannschaften 2 Aufsteiger, Dritter:Relegation, 13./14.:Relegation, 15./16.: Absteiger | Superettan 16 Mannschaften 2 Aufsteiger, Dritter:Relegation, 13./14.:Relegation, 15./16.: Absteiger | Superettan 16 Mannschaften 2 Aufsteiger, Dritter:Relegation, 13./14.:Relegation, 15./16.: Absteiger | Superettan 16 Mannschaften 2 Aufsteiger, Dritter:Relegation, 13./14.:Relegation, 15./16.: Absteiger | Superettan 16 Mannschaften 2 Aufsteiger, Dritter:Relegation, 13./14.:Relegation, 15./16.: Absteiger | Superettan 16 Mannschaften 2 Aufsteiger, Dritter:Relegation, 13./14.:Relegation, 15./16.: Absteiger | Superettan 16 Mannschaften 2 Aufsteiger, Dritter:Relegation, 13./14.:Relegation, 15./16.: Absteiger | Superettan 16 Mannschaften 2 Aufsteiger, Dritter:Relegation, 13./14.:Relegation, 15./16.: Absteiger | Superettan 16 Mannschaften 2 Aufsteiger, Dritter:Relegation, 13./14.:Relegation, 15./16.: Absteiger |
| 3     | Division 1 Nord 14 Mannschaften Meister steigt auf, Zweiter: Relegation, 3 Absteiger                | Division 1 Nord 14 Mannschaften Meister steigt auf, Zweiter: Relegation, 3 Absteiger                | Division 1 Nord 14 Mannschaften Meister steigt auf, Zweiter: Relegation, 3 Absteiger                | Division 1 Nord 14 Mannschaften Meister steigt auf, Zweiter: Relegation, 3 Absteiger                | Division 1 Nord 14 Mannschaften Meister steigt auf, Zweiter: Relegation, 3 Absteiger                | Division 1 Nord 14 Mannschaften Meister steigt auf, Zweiter: Relegation, 3 Absteiger                | Division 1 Süd 14 Mannschaften Meister steigt auf, Zweiter: Relegation, 3 Absteiger                 | Division 1 Süd 14 Mannschaften Meister steigt auf, Zweiter: Relegation, 3 Absteiger                 | Division 1 Süd 14 Mannschaften Meister steigt auf, Zweiter: Relegation, 3 Absteiger                 | Division 1 Süd 14 Mannschaften Meister steigt auf, Zweiter: Relegation, 3 Absteiger                 | Division 1 Süd 14 Mannschaften Meister steigt auf, Zweiter: Relegation, 3 Absteiger                 | Division 1 Süd 14 Mannschaften Meister steigt auf, Zweiter: Relegation, 3 Absteiger                 |
| 4     | Division 2 Norrland 12 Mannschaften, Meister steigt auf, 2 Absteiger                                | Division 2 Norrland 12 Mannschaften, Meister steigt auf, 2 Absteiger                                | Division 2 Norra Svealand 12 Mannschaften Meister steigt auf, 2 Absteiger                           | Division 2 Norra Svealand 12 Mannschaften Meister steigt auf, 2 Absteiger                           | Division 2 Östra Svealand 12 Mannschaften Meister steigt auf, 2 Absteiger                           | Division 2 Östra Svealand 12 Mannschaften Meister steigt auf, 2 Absteiger                           | Division 2 Mellersta Götaland 12 Mannschaften Meister steigt auf, 2 Absteiger                       | Division 2 Mellersta Götaland 12 Mannschaften Meister steigt auf, 2 Absteiger                       | Division 2 Västra Götaland 12 Mannschaften Meister steigt auf, 2 Absteiger                          | Division 2 Västra Götaland 12 Mannschaften Meister steigt auf, 2 Absteiger                          | Division 2 Södra Götaland 12 Mannschaften Meister steigt auf, 2 Absteiger                           | Division 2 Södra Götaland 12 Mannschaften Meister steigt auf, 2 Absteiger                           |
| 5     | Division 3 Norra Norrland 12 Mannschaften Meister steigt auf, 3 Absteiger                           | Division 3 Mellersta Norrland 12 Mannschaften Meister steigt auf, 3 Absteiger                       | Division 3 Södra Norrland 12 Mannschaften Meister steigt auf, 3 Absteiger                           | Division 3 Norra Svealand 12 Mannschaften Meister steigt auf, 3 Absteiger                           | Division 3 Östra Svealand 12 Mannschaften Meister steigt auf, 3 Absteiger                           | Division 3 Västra Svealand 12 Mannschaften Meister steigt auf, 3 Absteiger                          | Division 3 Nordöstra Götaland 12 Mannschaften Meister steigt auf, 3 Absteiger                       | Division 3 Mellersta Götaland 12 Mannschaften Meister steigt auf, 3 Absteiger                       | Division 3 Nordvästra Götaland 12 Mannschaften Meister steigt auf, 3 Absteiger                      | Division 3 Sydvästra Götaland 12 Mannschaften Meister steigt auf, 3 Absteiger                       | Division 3 Sydöstra Götaland 12 Mannschaften Meister steigt auf, 3 Absteiger                        | Division 3 Södra Götaland 12 Mannschaften Meister steigt auf, 3 Absteiger                           |
| 6–10  | Division 4 bis Division 8 werden durch verschiedene regionale Fußballverbände organisiert.          | Division 4 bis Division 8 werden durch verschiedene regionale Fußballverbände organisiert.          | Division 4 bis Division 8 werden durch verschiedene regionale Fußballverbände organisiert.          | Division 4 bis Division 8 werden durch verschiedene regionale Fußballverbände organisiert.          | Division 4 bis Division 8 werden durch verschiedene regionale Fußballverbände organisiert.          | Division 4 bis Division 8 werden durch verschiedene regionale Fußballverbände organisiert.          | Division 4 bis Division 8 werden durch verschiedene regionale Fußballverbände organisiert.          | Division 4 bis Division 8 werden durch verschiedene regionale Fußballverbände organisiert.          | Division 4 bis Division 8 werden durch verschiedene regionale Fußballverbände organisiert.          | Division 4 bis Division 8 werden durch verschiedene regionale Fußballverbände organisiert.          | Division 4 bis Division 8 werden durch verschiedene regionale Fußballverbände organisiert.          | Division 4 bis Division 8 werden durch verschiedene regionale Fußballverbände organisiert.          |